# 이단비 (치어리더)
이단비(1989년 3월 8일 ~ )는 대한민국의 여성 치어리더이다.